# Coppa Italia di Serie A2 2010-2011 (calcio a 5)
La dodicesima edizione della Coppa Italia di Serie A2, si è svolta a Genzano (Roma), presso il Palazzetto dello Sport Gino Cesaroni.
La manifestazione inizialmente si doveva svolgere dal 3 al 5 febbraio ma a causa di un ricorso del Venezia in merito a una gara di campionato la competizione è stata spostata al 7 al 9 aprile.
Alla final eight sono qualificate d'ufficio le prime quattro squadre classificate di ciascun raggruppamento al termine del girone d'andata ovvero: Canottieri Belluno, Casinò di Venezia, Real Rieti e Verona (girone A); nel girone B oltre a Cogianco Genzano, Finplanet Fiumicino e Acireale è stato ammesso il Regalbuto poiché il Gruppo Sportivo Isef ha rinunciato a partecipare alla manifestazione. Il sorteggio si è svolto nella "Città dei Castelli" mercoledì 12 gennaio.

## Formula
La formula prevede che, per i quarti, le prime due classificate di ciascun girone giocheranno esclusivamente contro la terza o la quarta classificata dell'altro raggruppamento.
In caso di parità al termine dei quaranta minuti regolamentari, si svolgeranno due tempi supplementari di 5 minuti ciascuno. In caso di ulteriore parità la vittoria si assegnerà dopo i calci di rigore.

## Tabellone
|  | Quarti di finale | Quarti di finale | Quarti di finale |            |           | Semifinali | Semifinali | Semifinali |  |  | Finale | Finale | Finale |  |
|  |                  |                  |                  |            |           |            |            |            |  |  |        |        |        |  |
|  | Belluno          | Belluno          | 6                |            |           |            |            |            |  |  |        |        |        |  |
|  | Belluno          | Belluno          | 6                |            |           |            |            |            |  |  |        |        |        |  |
|  | Regalbuto        | Regalbuto        | 3                |            |           |            |            |            |  |  |        |        |        |  |
|  | Regalbuto        | Regalbuto        | 3                |            | Belluno   | Belluno    | 4          |            |  |  |        |        |        |  |
|  |                  |                  |                  |            | Belluno   | Belluno    | 4          |            |  |  |        |        |        |  |
|  |                  |                  | Venezia          | Venezia    | 5         |            |            |            |  |  |        |        |        |  |
|  | Venezia          | Venezia          | Venezia          | Venezia    | 5         | 3          |            |            |  |  |        |        |        |  |
|  | Venezia          | Venezia          |                  |            |           |            |            |            |  |  |        |        |        |  |
|  | Acireale         | Acireale         | 2                |            |           |            |            |            |  |  |        |        |        |  |
|  | Acireale         | Acireale         | 2                |            | Venezia   | Venezia    | 4          |            |  |  |        |        |        |  |
|  |                  |                  |                  |            |           |            |            |            |  |  |        |        |        |  |
|  |                  |                  | Fiumicino        | Fiumicino  | 3         |            |            |            |  |  |        |        |        |  |
|  | Fiumicino        | Fiumicino        | Fiumicino        | Fiumicino  | 3         | 0(4)       |            |            |  |  |        |        |        |  |
|  | Fiumicino        | Fiumicino        |                  |            |           |            |            |            |  |  |        |        |        |  |
|  | Verona           | Verona           | 0(2)             |            |           |            |            |            |  |  |        |        |        |  |
|  | Verona           | Verona           | 0(2)             |            | Fiumicino | Fiumicino  | 5          |            |  |  |        |        |        |  |
|  |                  |                  |                  |            | Fiumicino | Fiumicino  | 5          |            |  |  |        |        |        |  |
|  |                  |                  | Real Rieti       | Real Rieti | 2         |            |            |            |  |  |        |        |        |  |
|  | Cogianco         | Cogianco         | Real Rieti       | Real Rieti | 2         | 2          |            |            |  |  |        |        |        |  |
|  | Cogianco         | Cogianco         |                  |            |           |            |            |            |  |  |        |        |        |  |
|  | Real Rieti       | Real Rieti       | 3                |            |           |            |            |            |  |  |        |        |        |  |

## Quarti di finale
| Arbitri: | Daniele Meles (Ancona) Antonio Pavese (Potenza) |
| Crono:   | Dario Fiorentino (Barletta)                     |

| |           |                                                            |
| Papú 6'43'’ Alemão Correa 14'19'’ Chalo 14'47'’ Tilico 31'44'’ Negri 37'15'’ Alemão Correa 39'29'’ | Marcatori | 1'48'’ Costinha 10'30'’ (aut.) Alemão Correa 35'10'’ Sasso |

| Arbitri: | Mario Filippini (Roma 1) Mario Donati (Foligno) |
| Crono:   | Claudio Tanzilli (Ciampino)                     |

|                                               |           |                                  |
| Chimanguinho 11'20'’, 30'02'’ Guerini 37'10'’ | Marcatori | 12'29'’ Bidinotti 24'25'’ Nilson |

| Arbitri: | Giovanni D’Oria (Bari) Marco Vocca (Battipaglia) |
| Crono:   | Luca Rutigliano (Bari)                           |

|                              |                      |                                |
| Algodão Moreira Smith Milani | Tiri di rigore 4 – 2 | Kaká Bresciani Lamanna Abraham |

| Arbitri: | Andrea Bracalente (Fermo) Gianantonio Leonforte (Vicenza) |
| Crono:   | Alessandro Rafaeli (Jesi)                                 |

|                                           |           |                                                           |
| De Nichile 11'51’’ Alemão Glaeser 38'40’’ | Marcatori | 25'01’’ Teixeira 29'10’’ Tomadon 32'07’’ (t.l.) Zanchetta |

## Semifinali
| Arbitri: | Marco Delpiano (Cagliari) Matteo Coppelli (Modena) |
| Crono:   | Vincenzo Giannantonio (Campobasso)                 |

|                                                                                      |           |                                  |
| Crivellaro 6'19'’ Grasson 19'25'’ Molitierno 23'56'’ Moreira 32'08'’ Grasson 33'06'’ | Marcatori | 25'41'’ Tomadon 38'13’’ Teixeira |

| Arbitri: | Gianmichele Frasconi (Olbia) Gennaro Luca De Falco (Catanzaro) |
| Crono:   | Filippo Ragalà (Bologna)                                       |

|                                                                                       |           |                                                           |
| Bitencourt 6'48'’ Peruzzi 12'58'’ Cantagalo 12'58'’ Bibi 27'33'’ Chimanguinho 32'50'’ | Marcatori | 2'42'’ Papú 3'54'’, 16'14'’ Alemão Correa 26'02'’ Fischer |

## Finale[7]
| Arbitri: | Antonio Gallo (Torre Annunziata) Francesco Novellino (Potenza) Massimiliano Zappacosta (Chieti) |
| Crono:   | Walter Mameli (Cagliari)                                                                        |

| |            | |
| Cantagalo 10'58'’ Chimango 29'23'’ Chimanguinho 33'27'’ Canonica 39'32'’ | Marcatori  | 13'10'’ Luiz 20'10'’ Moreira 30'17'’ Luiz |
| · Marco Androni · Marco Ercolessi · David Canonica · Bibi · Gregori Bitencourt · Daniel Peruzzi · Grasiano Guerini · Chimanguinho · Michele Penzo · Alexandre Chimango · Cantagalo · Giacomo Danesin | Formazioni | · Francesco Molitierno · Alessandro Rufo · Luiz · Luca Cianchetti · Michele Legnante · Algodão · Gustavo Crivellaro · Rafael Grasson · Marcelo Moreira · Francesco Milani · Gabriel Smith · Alessandro Corsetti |
| Luigi Pagana | Allenatori | Roberto Matranga |

## Classifica marcatori
| Gol |  |  | Giocatore          | Squadra    |
| --- |  |  | ------------------ | ---------- |
| 4   |  |  | Chimanguinho       | Venezia    |
| 3   |  |  | Alemão Correa      | Belluno    |
| 2   |  |  | Cantagalo          | Venezia    |
| 2   |  |  | Luiz               | Fiumicino  |
| 2   |  |  | Marcelo Moreira    | Fiumicino  |
| 2   |  |  | Papú               | Belluno    |
| 2   |  |  | Rodrigo Teixeira   | Real Rieti |
| 2   |  |  | Rafael Tomadon     | Real Rieti |
| 1   |  |  | Bibi               | Venezia    |
| 1   |  |  | Orlando Bidinotti  | Acireale   |
| 1   |  |  | Gregori Bitencourt | Venezia    |
| 1   |  |  | Costinha           | Regalbuto  |
| 1   |  |  | David Canonica     | Venezia    |
| 1   |  |  | Júlio César Chalo  | Belluno    |

| Gol |  |  | Giocatore            | Squadra    |
| --- |  |  | -------------------- | ---------- |
| 1   |  |  | Alexandre Chimango   | Venezia    |
| 1   |  |  | Gustavo Crivellaro   | Fiumicino  |
| 1   |  |  | Daniel De Nichile    | Cogianco   |
| 1   |  |  | Anderson Fischer     | Belluno    |
| 1   |  |  | Alemão Glaeser       | Cogianco   |
| 1   |  |  | Grasiano Guerini     | Venezia    |
| 1   |  |  | Francesco Molitierno | Fiumicino  |
| 1   |  |  | Thomas Negri         | Belluno    |
| 1   |  |  | Nilson               | Acireale   |
| 1   |  |  | Daniel Peruzzi       | Venezia    |
| 1   |  |  | Fabio Sasso          | Regalbuto  |
| 1   |  |  | Tilico               | Belluno    |
| 1   |  |  | Márcio Zanchetta     | Real Rieti |